# تونهاوزن
تونهاوزن (به آلمانی: Thonhausen) یک شهر در آلمان است که در اتنبرگر لند واقع شده‌است. تونهاوزن ۶۳۸ نفر جمعیت دارد.